# Società Sportiva Vis Pesaro 1980-1981
Questa pagina raccoglie le informazioni riguardanti la Società Sportiva Vis Pesaro nelle competizioni ufficiali della stagione 1980-1981.

## Rosa
| N. |                   | Ruolo | Calciatore           |
| -- | ----------------- | ----- | -------------------- |
|    | Italia (bandiera) | C     | Michele Alosa        |
|    | Italia (bandiera) | A     | Agostino Antonelli   |
|    | Italia (bandiera) | D     | Franco Battisodo     |
|    | Italia (bandiera) | P     | Alberto Bellagamba   |
|    | Italia (bandiera) | D     | Vincenzo Borchia     |
|    | Italia (bandiera) | D     | Claudio Casellato    |
|    | Italia (bandiera) | P     | Giuseppe Cucchiarini |
|    | Italia (bandiera) | C     | Federico Federici    |
|    | Italia (bandiera) | C     | Fabrizio Giampaolo   |
|    | Italia (bandiera) | D     | Fulvio Giovannetti   |

| N. |                   | Ruolo | Calciatore          |
| -- | ----------------- | ----- | ------------------- |
|    | Italia (bandiera) | D     | Fabio Lazzari       |
|    | Italia (bandiera) | A     | Gastone Mariotti    |
|    | Italia (bandiera) | D     | Fausto Mazzanti     |
|    | Italia (bandiera) |       | Muratori            |
|    | Italia (bandiera) | A     | Vito Oddo           |
|    | Italia (bandiera) | C     | Davide Orlandi      |
|    | Italia (bandiera) | D     | Massimo Pradarelli  |
|    | Italia (bandiera) | C     | Alessandro Rincione |
|    | Italia (bandiera) | A     | Leo Spina           |
|    | Italia (bandiera) | D     | Raffaele Triboletti |

## Risultati

### Campionato

#### Girone di andata
| 28 settembre 1980 1ª giornata | Cattolica | 1 – 1 | Vis Pesaro |  |

| 19 ottobre 1980 2ª giornata | Conegliano | 0 – 0 | Vis Pesaro |  |

| 9 novembre 1980 3ª giornata | Adriese | 2 – 2 | Vis Pesaro |  |

| 30 novembre 1980 4ª giornata | Vis Pesaro | 1 – 2 | Chieti |  |

| 21 dicembre 1980 5ª giornata | Mestre | 2 – 1 | Vis Pesaro |  |

| 18 gennaio 1981 6ª giornata | Mira | 2 – 0 | Vis Pesaro |  |

| 5 ottobre 1980 7ª giornata | Vis Pesaro | 4 – 0 | Monselice |  |

| 26 ottobre 1980 8ª giornata | Vis Pesaro | 1 – 1 | Civitanovese |  |

| 16 novembre 1980 9ª giornata | Vis Pesaro | 0 – 0 | Osimana |  |

| 7 dicembre 1980 10ª giornata | Città di Castello | 2 – 0 | Vis Pesaro |  |

| 4 gennaio 1981 11ª giornata | Venezia | 0 – 0 | Vis Pesaro |  |

| 25 gennaio 1981 12ª giornata | Vis Pesaro | 0 – 0 | Teramo |  |

| 12 ottobre 1980 13ª giornata | Maceratese | 2 – 0 | Vis Pesaro |  |

| 2 novembre 1980 14ª giornata | Vis Pesaro | 0 – 2 | Anconitana |  |

| 23 novembre 1980 15ª giornata | Padova | 3 – 2 | Vis Pesaro |  |

| 14 dicembre 1980 16ª giornata | Vis Pesaro | 0 – 1 | Pordenone |  |

| 11 gennaio 1981 17ª giornata | Vis Pesaro | 1 – 2 | Lanciano |  |

#### Girone di ritorno
| 1º febbraio 1981 18ª giornata | Vis Pesaro | 0 – 0 | Cattolica |  |

| 22 febbraio 1981 19ª giornata | Vis Pesaro | 1 – 0 | Conegliano |  |

| 15 marzo 1981 20ª giornata | Vis Pesaro | 1 – 0 | Adriese |  |

| 12 aprile 1981 21ª giornata | Chieti | 2 – 0 | Vis Pesaro |  |

| 10 maggio 1981 22ª giornata | Vis Pesaro | 2 – 1 | Mestre |  |

| 31 maggio 1981 23ª giornata | Vis Pesaro | 2 – 2 | Mira |  |

| 8 febbraio 1981 24ª giornata | Monselice | 1 – 1 | Vis Pesaro |  |

| 1º marzo 1981 25ª giornata | Civitanovese | 1 – 0 | Vis Pesaro |  |

| 29 marzo 1981 26ª giornata | Osimana | 1 – 0 | Vis Pesaro |  |

| 26 aprile 1981 27ª giornata | Vis Pesaro | 1 – 0 | Città di Castello |  |

| 17 maggio 1981 28ª giornata | Vis Pesaro | 3 – 1 | Venezia |  |

| 6 giugno 1981 29ª giornata | Teramo | 6 – 0 | Vis Pesaro |  |

| 15 febbraio 1981 30ª giornata | Vis Pesaro | 0 – 1 | Maceratese |  |

| 8 marzo 1981 31ª giornata | Anconitana | 2 – 1 | Vis Pesaro |  |

| 5 aprile 1981 32ª giornata | Vis Pesaro | 3 – 3 | Padova |  |

| 3 maggio 1981 33ª giornata | Pordenone | 1 – 1 | Vis Pesaro |  |

| 24 maggio 1981 34ª giornata | Lanciano | 0 – 1 | Vis Pesaro |  |